# Sphodromantis obscura
Sphodromantis obscura es una especie de mantis de la familia Mantidae.

## Distribución geográfica
Se encuentra en Tanzania.